# Čёrnyj monach
Čёrnyj monach (Чёрный монах) è un film del 1988 diretto da Ivan Dychovičnyj.

## Trama
Il film racconta di un filosofo di nome Andrej Kovrin, che va in un villaggio dove incontra Tat'jana, che si innamorerà immediatamente.